# Anel Sudakevich
Anel (Anna) Alekseevna Sudakevich (Moscú, 28 de octubre de 1906-22 de septiembre de 2002) fue una actriz y diseñadora de vestuario rusa. En 1969 fue galardonada con el reconocimiento Artista de Honor de la RSFSR.

## Biografía
Anel Sudakevich nació el 28 de octubre de 1906 en Moscú en la familia del cirujano Alexei Vladimirovich Sudakevich y la agrónoma Josephine Vladislavovna Kossko. Estudió Escuela Nº 110 de Moscú. Comenzó a actuar en películas a la edad de 19 años.
De 1925 a 1927, estudió actuación en el estudio de Yuri Zavadsky. Allí pronto conoció a Vera Mareckaja, Boris Mordvinov y Vsévolod Pudovkin. Su carrera cinematográfica fue exitosa, ya que en 1924 se firmó un acuerdo entre Rusia y Ayuda Internacional de los Trabajadores, que marcó el comienzo de la prosperidad del estudio Mezhrabpomfilm, y su participación fue del 50% de todas las exportaciones cinematográficas soviéticas. En ese momento, la imagen de la joven actriz, que apareció en las pantallas a fines de la década de 1920, era tan inusual y tan vívida que le llegaron miles de cartas de fanáticos emocionados de todo el país. En su primera película en 1926, protagonizó junto a Sergey Komarov e Igor Ilyinsky. Komarov la tomará como la intérprete femenina de El beso de Mary Pickford, película que el director rodó aprovechando la oportunidad ineludible de una gira por la Unión Soviética del dúo formado por las estrellas de Hollywood Mary Pickford y Douglas Fairbanks. Los dos actores estadounidenses aparecen en algunas escenas de la película, mientras que los principales intérpretes fueron Ilyinsky y la propia Sudakevich. 
Se casó con Asaf Messerer, en 1933 tuvieron un hijo, Boris Messerer, quien más tarde fue diseñador de teatro y escenógrafo. Desde 1934, Sudakevich continuó trabajando en el cine, pero ya como diseñadora de vestuario.
Desde 1946 trabajó en el circo, en 1950-1957 fue el artista principal del Circo Bulevar Tsvetnoi. Creó muchos vestuarios para los artistas del circo, como Nikulin. Fue ella quien inventó la mundialmente famosa gorra a cuadros para Oleg Popov. En 1969 recibió el título de Artista de Honor de la RSFSR.
Ganó fama como retratista y diseñadora de vestuario, uno de sus muchos trabajos fue el diseño de la Noche de Nuevas Miniaturas Coreográficas de Goleizovsky, que se estrenó en 1960 en el Teatro Bolshoi.
Murió a la edad de 96 años el 22 de septiembre de 2002 y fue enterrada en el Cementerio de Vagánkovo. El autor del monumento es Boris Messerer.

## Filmografía
- 1925 - La esposa del comité prerrevolucionario (breve) - episodio
- 1926 - Miss Mend ("Las aventuras de tres reporteros")
- 1927 - Tierra en cautiverio
- 1927 - ¿Quién eres? ("Al otro lado de la brecha")
- 1927 - La victoria de una mujer
- 1927 - El beso de Mary Pickford
- 1928 - Casa en Trubnaya
- 1928 - Descendiente de Genghis Khan
- 1929 - Distribuidores de gloria
- 1929 - Dos-Buldi-dos
- 1933 - Traidor de la Patria
- 1944 - Iván el Terrible[5][6]
- 1974 - Pasando por la agonía
- 1979 - Pequeñas tragedias
- 1981 - Agonía

## Premios y reconocimientos
- Medalla de los Trabajadores Distinguidos (9 de octubre de 1958) - por grandes servicios en el campo del arte circense soviético.[7]
- Artista de Honor de la RSFSR (30 de septiembre de 1969).